# 2020 في سلوفاكيا

## الحكم
- الرئيس :زوزانا تشابوتوفا
- رئيس الوزراء :إيغور ماتوفيتش

## الأحداث

### سياسة
- 29 فبراير: الانتخابات البرلمانية السلوفاكية 2020[1][2][3][4]
- 25 أبريل: انتخاب Juraj Hipš زعيما جديدا لـ SPOLU.[5]
- 30 مايو: انتخاب لازلو سوليموس زعيما جديدا لموست هيد.[6]
- 6 يونيو: انتخبت إيرينا بيهاريوفا زعيمة جديدة لسلوفاكيا التقدمية.[7]
- 10 يونيو: رئيس الوزراء السابق بيتر بيليجريني وعدد من أعضاء آخرين ترك حزب سمير-SD لتأسيس Hlas-SD.[8]
- 20 يوليو: Krisztián Forró ينتخب كزعيم جديد لـ SMK ، عضو في حزب MKÖ-MKS.[9]
- 24 أكتوبر: إغلاق بسبب فيروس كورونا